# Ulf Lundell

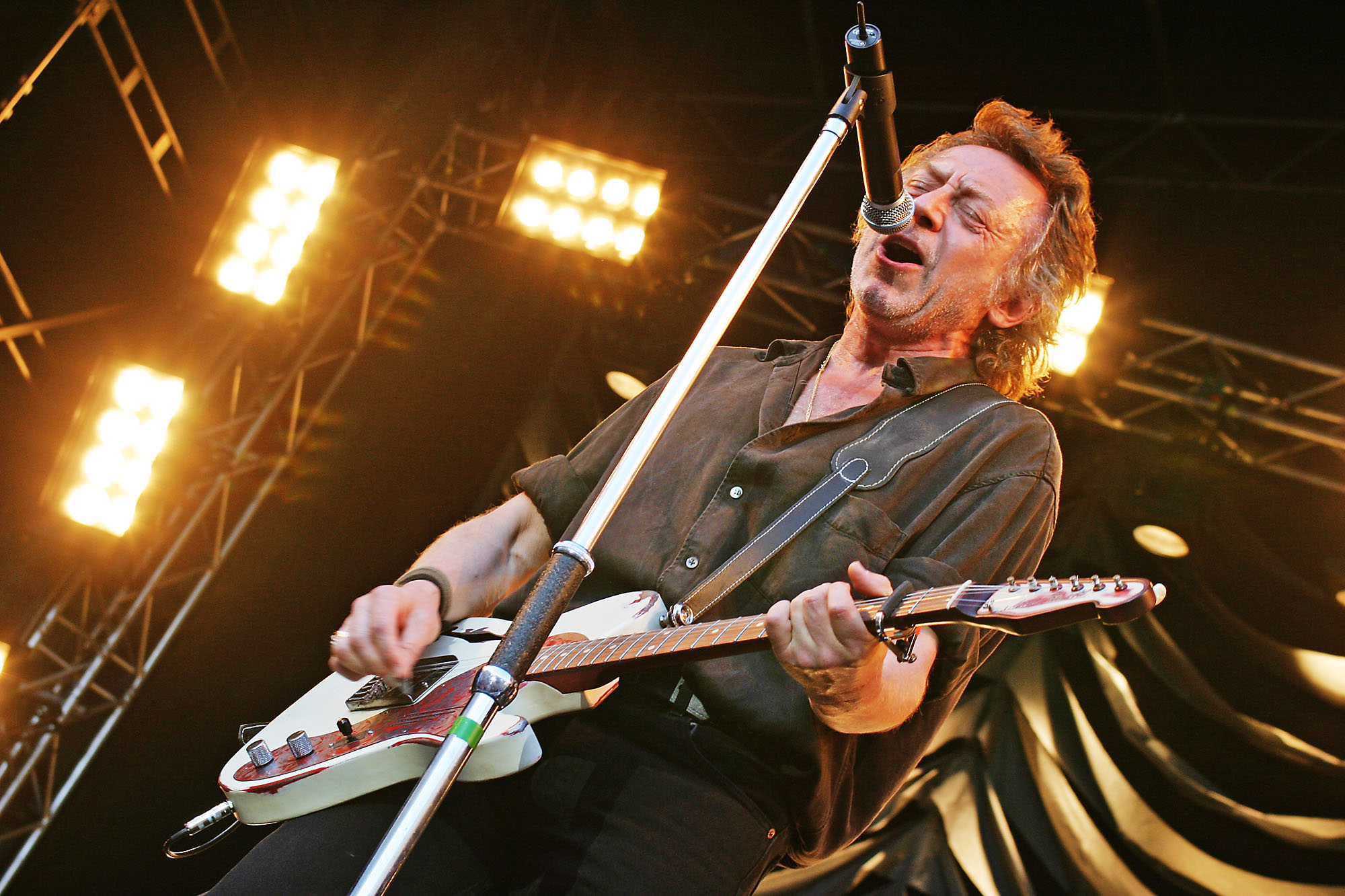
Ulf Lundell (2005)

Ulf Gerhard Lundell (Aussprache [ˌɵlːf lɵnˈdɛlː], * 20. November 1949 in Stockholm) ist ein schwedischer Schriftsteller, Rocksänger, Songschreiber, Maler und Poet.
Lundell gehört seit seinem Debütalbum Vargmåne von 1975 zu den beliebtesten Musikern Schwedens und seit dem Debütroman Jack (1976) zugleich zu den erfolgreichsten schwedischsprachigen Schriftstellern seiner Generation. Bis heute veröffentlichte er 18 Romane, von denen einige auch in andere Sprachen übersetzt wurden (allerdings nicht ins Deutsche), sowie vier Gedichtbände. Noch produktiver ist er als Musiker mit bis heute 31 Studio- und 5 Livealben. Bislang hat Lundell mindestens 1,6 Millionen Bücher und 2,5 Millionen Platten verkauft. Seine Rockballade Öppna landskap, die die Schönheit der schwedischen Landschaft im Sommer beschreibt, wird von vielen Schweden als inoffizielle Nationalhymne bezeichnet. Einen Höhepunkt seiner Karriere erreichte er in den 1980er Jahren, wo er auch dreimal (1982, 1983 und 1985 sowie nochmals 2007) als sommarvärd („Sommerwirt“) in die beliebte Sommersendung in Sveriges Radio eingeladen wurde. Aber auch zwischen 1996 und 2013 erreichten zehn seiner Alben und eine Single (S:t Monica) die Nr. 1 in den schwedischen Charts.

## Biografie
Lundell stammt aus einer Arbeiterfamilie und wuchs erst im Stockholmer Stadtteil Södermalm und ab 1958 im Vorort Saltsjö-Boo auf. Mit zehn Jahren erhielt er seine erste Gitarre. Nachdem er 1967 die Schule ohne Abschluss verlassen hatte, arbeitete er in verschiedenen Berufen und schrieb daneben Songs und Gedichte, die er, fast immer ohne Erfolg, Plattenfirmen und Verlagen anbot. 1970 und 1972 wurden Texte Lundells von Ulf Neidemar und Pugh Rogefeldt auf Platten herausgebracht; 1972 erschien ein erster Gedichtband im Selbstverlag, während einzelne Gedichte in Anthologien gedruckt wurden.
Auch mit seinen Auftritten als Musiker und mit Demotapes hatte Lundell jahrelang keinen Erfolg, bis EMI 1975 das Debütalbum Vargmåne bei Harvest Records herausbrachte. Die LP, die unter anderem eine Coverversion von John Mayalls Walking on Sunset (Jag går på promenaden) und die späteren Erfolge Stockholms City und Sextisju Sextisju enthielt, wurde aber erst im folgenden Jahr ein Bestseller, nachdem Lundells Debütroman Jack ihm in ganz Skandinavien einen Durchbruch bescherte. Das autobiografisch gefärbte Buch traf das Lebensgefühl seiner Generation und ist der bis heute erfolgreichste Erstlingsroman in der schwedischen Verlagsgeschichte mit einer Gesamtauflage von bisher 350.000 Stück. 1977 wurde es von Jan Halldoff verfilmt.
Zwischen 1977 und 1989 veröffentlichte Lundell in fast jedem Jahr ein Studioalbum und/oder einen Roman. Auch der zweite Roman Sömnen von 1977 über einen erfolglosen Rockmusiker wurde ein Erfolg, ebenso wie die Verfilmung von 1984 durch Lennart Svensson. Das vierte Album Nådens År, auf dem er mit Agnetha Fältskog das Lied Snön faller och vi med den sang, erschien 1978 und wurde als Goldene Schallplatte ausgezeichnet. In diesem Jahr heiratete er Barbro Zackrisson, mit der er drei Kinder hatte, darunter die Journalistin Sanna Lundell, und zog nach Åre in Nordschweden. 1982 erschien das Album Kär Och Galen, das mit vierfacher Platin-Auszeichnung sein größter Erfolg wurde. Hier ist das (später auch in Coverversionen erfolgreiche) Lied Öppna landskap enthalten.
Die folgenden Jahre waren durch die Scheidung von der ersten Frau und durch Alkoholprobleme gekennzeichnet. Die düstere Stimmung spiegelt sich in dem Doppelalbum Den vassa eggen von 1985, dem dritten Nr.-1-Album seiner Karriere. Nach einer missglückten Tournee machte Lundell 1987 eine Entziehungskur und wandte sich dem christlichen Glauben zu. Er ließ sich 1988 in der zur Evangeliska Frikyrkan gehörenden Ebeneserkyrkan taufen und zeigte seine neue Glaubenshaltung auf dem 1988 erschienenen Album Evangeline und in der 1989 veröffentlichten Autobiographie En varg söker sin flock („Ein Wolf sucht seine Herde“). Die 1989 eingegangene Ehe mit Fredrika Stjärne hielt aber nur bis 1991. Seit 1989 wirkt Lundell auch als Maler; in Simrishamn betreibt er eine eigene Galerie namens Rockhead Art.

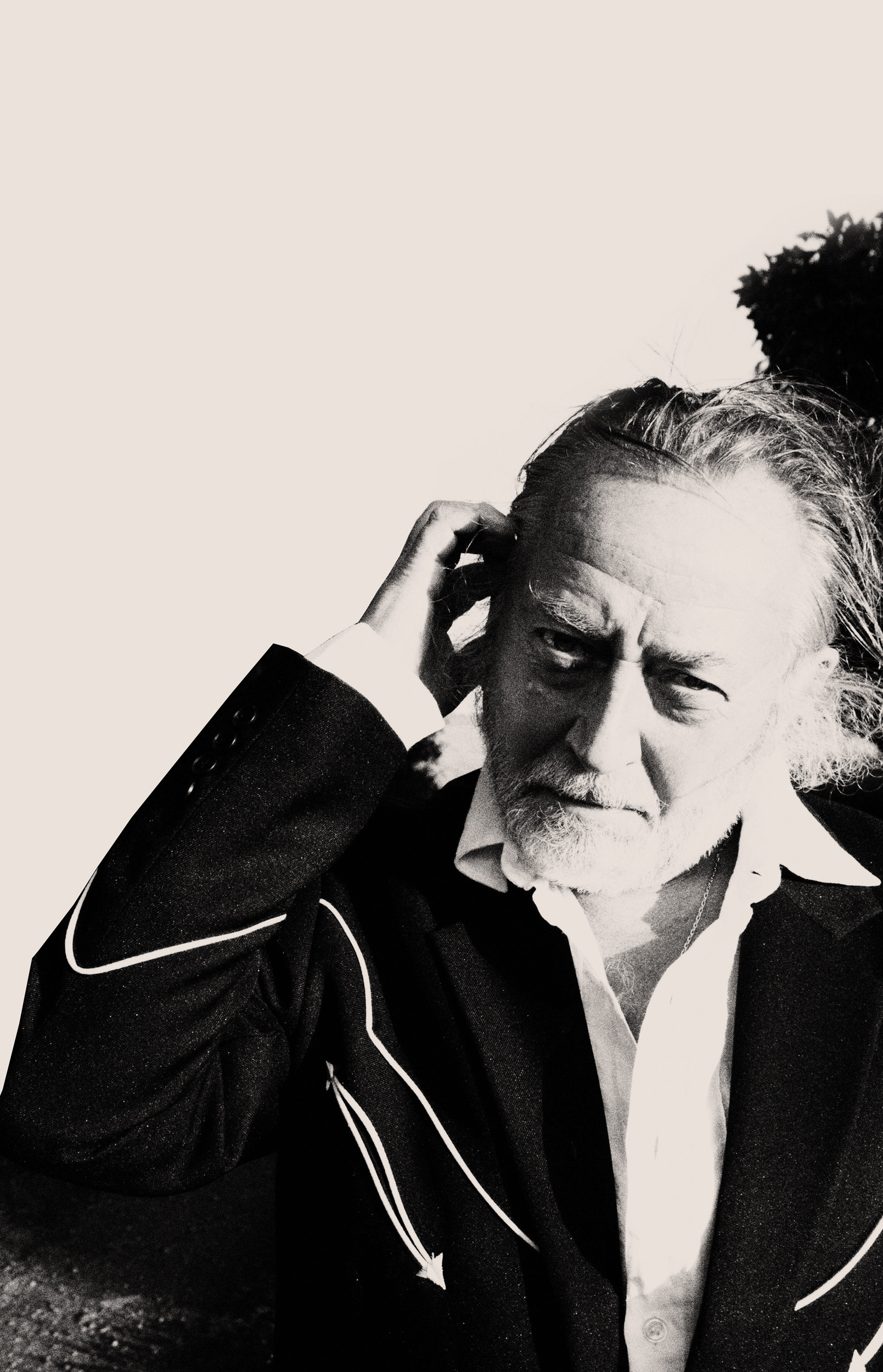
Ulf Lundell (2012)

Mit dem allein produzierten Album Måne över Haväng von 1992, das in den Charts die Nr. 2 erreichte, begann eine vor allem als Musiker wieder sehr produktive Periode. 1994 gründete Lundell "Rockhead Studios AB", seine eigene Produktionsfirma. Die Texte aus dieser Zeit sind stark sozialkritisch ausgerichtet, die Lieder zunehmend unmelodisch, mit Ausnahme des Doppelalbums På andra sidan drömmarna, in dem er mit dem Tschechischen Nationalen Symphonieorchester zusammenarbeitete und das sich 22 Wochen in den Charts hielt, nachdem es auf Nr. 1 eingestiegen war. Mit Friheten veröffentlichte er 1999 nach siebenjähriger Pause wieder einen Roman. Das Album I Ett Vinterland im Jahr 2000, sein am zweitbesten verkauftes Album, markiert eine Rückkehr zum melodischen Rock der frühen 1990er Jahre. Auch die Folgealben wurden in Schweden Nr.-1-Erfolge. Zwischen 2014 und 2017 war Lundell mit Sofia Möller verheiratet. Mehrfach kündigte er an, keine Tourneen mehr machen zu wollen; die letzte fand 2018 statt. Noch 2019 veröffentlichte er einen Roman und ein Album.

## Musikalische und literarische Charakterisierung
Lundell hat mehrfach erklärt, dass Bob Dylan, Bruce Springsteen und der niederländisch-schwedische Liedermacher Cornelis Vreeswijk seine größten musikalischen Vorbilder seien. Später orientierte er sich auch an Neil Young und  Crazy Horse. Literarische Einflüsse stammen unter anderem von Allen Ginsberg und Ernest Hemingway.
Der Roman Jack hat als deutliches Vorbild Jack Kerouacs Unterwegs und handelt vor allem von der Rebellion des Protagonisten Jack Råstedt gegen das beschränkte Leben des Durchschnittsschweden in den Nachwehen des politischen Aufruhrs Ende der 1960er Jahre sowie von der schwierigen Selbstfindung des Helden.
Seine in munter sprudelnder Prosa geschriebenen Bücher kreisen oft um die Themen Freiheit und Unangepasstheit und eine als kommerzialisiert und verdummt empfundene Gesellschaft. Eines von Lundells wiederkehrenden Themen ist darüber hinaus der Verlust des und die Suche nach einem Vater, ein anderes das zwischengeschlechtliche Verhältnis und die Liebe zum Weiblichen, aber auch die Angst, allzu sehr von Frauen abhängig und erstickt zu werden. Ebenso handeln seine Bücher oft von übermäßigem Alkoholkonsum, Musik und Literatur. Im Mittelpunkt steht bei alledem zumeist eine Künstlerfigur – sei es ein Schriftsteller, ein Musiker, ein Maler oder ein Filmemacher – und dessen Konflikt mit dem Leben und der Gesellschaft.
Bei einer Ende 1997 durchgeführten Umfrage von schwedischen Bibliotheken zu den besten schwedischen Büchern des letzten Jahrhunderts landeten gleich vier Werke von Lundell unter den Top 100: 16. Jack, 48. Saknaden, 78. Vinter i paradiset, 92. Kyssen.

## Auszeichnungen
- 1979: Rockbjörnen (bester männlicher Künstler und bestes Album)
- 1980: Rockbjörnen (bester männlicher Künstler)
- 1982: Rockbjörnen (bester männlicher Künstler und bestes Album)
- 1994: Bellmanpris der Stadt Stockholm
- 2000: Piratenpriset
- 2005: Evert-Taube-Stipendium
- 2009: Hans Majestät Konungens medalj (zweithöchster Orden des schwedischen Staates)
- 2015: Aufnahme in die Swedish Music Hall of Fame
- 2017: Dobloug-Preis

## Werke

### Bücher
Romane
- 1976: Jack
- 1977: Sömnen
- 1979: Vinter i paradiset
- 1981: Kyssen
- 1983: Hjärtats ljus
- 1987: Tårpilen
- 1992: Saknaden
- 1999: Friheten
- 2003: Frukost på en främmande planet
- 2004: Mer än hennes mun
- 2005: Värmen
- 2008: Vädermannen
- 2011: Allt är i rörelse
- 2014: Visenterna
- 2018: Vardagar
- 2019: Vardagar 2
- 2019: Vardagar 3

Autobiografie
- 1989: En varg söker sin flock

Lyrische Prosa
- 2010: En öppen vinter

Gedichtbände
- 1972: Modus Vivendi, Molngrabb! (Neuausgabe 2006)
- 1979: Fruset guld
- 1981: Det är långt mellan lycka och leda
- 1984: Tid för kärlek

Theater
- 2009: 6 pjäser

## Diskografie

### Studioalben
| Jahr | Titel                    | Höchstplatzierung, Gesamtwochen, AuszeichnungChartsChartplatzierungen (Jahr, Titel, Platzierungen, Wochen, Auszeichnungen, Anmerkungen) | Anmerkungen                                                                                       |
| Jahr | Titel                    | SE | Anmerkungen                                                                                       |
| ---- | ------------------------ | --- | ------------------------------------------------------------------------------------------------- |
| 1975 | Vargmåne                 | SE38 (7 Wo.)SE |                                                                                                   |
| 1976 | Törst                    | SE12 (9 Wo.)SE |                                                                                                   |
| 1978 | Nådens år                | SE4 (10 Wo.)SE |                                                                                                   |
| 1979 | Ripp rapp                | SE3 (12 Wo.)SE |                                                                                                   |
| 1980 | Längre inåt landet       | SE2 (8 Wo.)SE |                                                                                                   |
| 1982 | Kär och galen            | SE1 (14 Wo.)SE |                                                                                                   |
| 1984 | Sweethearts              | SE1 (6 Wo.)SE |                                                                                                   |
| 1984 | 12 sånger                | SE12 (4 Wo.)SE | Erstveröffentlichung: 21. November 1984                                                           |
| 1985 | Den vassa eggen          | SE1 (9 Wo.)SE | Erstveröffentlichung: 21. Oktober 1985                                                            |
| 1987 | Det goda livet           | SE5 Gold · (5 Wo.)SE | Erstveröffentlichung: 18. November 1987                                                           |
| 1988 | Evangeline               | SE5 Gold · (8 Wo.)SE | Erstveröffentlichung: 3. Oktober 1988                                                             |
| 1989 | Utanför murarna          | SE7 Gold · (5 Wo.)SE | Erstveröffentlichung: 7. November 1989                                                            |
| 1993 | Måne över Haväng         | SE2 Gold · (10 Wo.)SE | Erstveröffentlichung: 4. Mai 1993                                                                 |
| 1994 | Xavante                  | SE2 Gold · (12 Wo.)SE | Erstveröffentlichung: 24. November 1994                                                           |
| 1996 | På andra sidan drömmarna | SE1 Gold · (24 Wo.)SE | Erstveröffentlichung: 25. Oktober 1996                                                            |
| 1997 | Män utan kvinnor         | SE4 Gold · (8 Wo.)SE | Erstveröffentlichung: 7. November 1997                                                            |
| 1998 | Slugger                  | SE1 Gold · (6 Wo.)SE | Erstveröffentlichung: 28. Oktober 1998                                                            |
| 1999 | Fanzine                  | SE6 (6 Wo.)SE | Erstveröffentlichung: 27. Mai 1999                                                                |
| 2000 | I ett vinterland         | SE1 Platin · (22 Wo.)SE | Erstveröffentlichung: 20. November 2000                                                           |
| 2002 | Club Zebra               | SE1 Gold · (12 Wo.)SE | Erstveröffentlichung: 7. Oktober 2002                                                             |
| 2003 | En eld ikväll            | SE1 Gold · (8 Wo.)SE | Erstveröffentlichung: 26. November 2003                                                           |
| 2004 | Ok Baby Ok               | SE1 Gold · (12 Wo.)SE | Erstveröffentlichung: 11. November 2004                                                           |
| 2005 | Högtryck                 | SE1 (15 Wo.)SE | Erstveröffentlichung: 25. Mai 2005                                                                |
| 2005 | Lazarus                  | SE2 (7 Wo.)SE | Erstveröffentlichung: 28. September 2005                                                          |
| 2008 | Omaha                    | SE1 Gold · (17 Wo.)SE | Erstveröffentlichung: 19. November 2008                                                           |
| 2012 | Rent förbannat           | SE1 Gold · (20 Wo.)SE | Erstveröffentlichung: 3. Oktober 2012                                                             |
| 2013 | Trunk                    | SE1 Gold · (9 Wo.)SE | Erstveröffentlichung: 20. November 2013                                                           |
| 2018 | Skisser                  | SE2 (3 Wo.)SE | Erstveröffentlichung: 30. März 2018                                                               |
| 2019 | Tranorna kommer          | SE3 (5 Wo.)SE |                                                                                                   |
| 2019 | Omaha: ruff              | SE18 (1 Wo.)SE | Erstveröffentlichung: 4. Oktober 2019 nicht abgemischte Fassung des gleichnamigen Albums von 2008 |
| 2020 | Telegram                 | SE1 (9 Wo.)SE | Erstveröffentlichung: 27. November 2020                                                           |

Weitere Studioalben
- 2010: En öppen vinter

### Livealben
| Jahr | Titel                         | Höchstplatzierung, Gesamtwochen, AuszeichnungChartsChartplatzierungen (Jahr, Titel, Platzierungen, Wochen, Auszeichnungen, Anmerkungen) | Anmerkungen                            |
| Jahr | Titel                         | SE | Anmerkungen                            |
| ---- | ----------------------------- | --- | -------------------------------------- |
| 1977 | Natten hade varit mild och öm | SE10 (9 Wo.)SE |                                        |
| 1993 | Maria kom tillbaka            | SE3 (7 Wo.)SE |                                        |
| 1996 | Bosnia                        | SE4 (10 Wo.)SE |                                        |
| 2011 | Roskilde Orange Stage 1999    | SE4 (5 Wo.)SE |                                        |
| 2011 | Unplugged Solo                | SE3 (9 Wo.)SE |                                        |
| 2021 | Cirkus:Corona                 | SE6 (1 Wo.)SE | Erstveröffentlichung: 26. März 2021    |
| 2024 | Live på Tyrol                 | SE15 (1 Wo.)SE | Erstveröffentlichung: 1. November 2024 |

### Kompilationen
| Jahr | Titel                                     | Höchstplatzierung, Gesamtwochen, AuszeichnungChartsChartplatzierungen (Jahr, Titel, Platzierungen, Wochen, Auszeichnungen, Anmerkungen) | Anmerkungen                         |
| Jahr | Titel                                     | SE | Anmerkungen                         |
| ---- | ----------------------------------------- | --- | ----------------------------------- |
| 1991 | Livslinjen 1975–91                        | SE22 (5 Wo.)SE |                                     |
| 1992 | Preskriberade romanser 1978–1988          | SE4 (8 Wo.)SE |                                     |
| 1995 | Öppna landskap 75–95                      | SE3 Gold · (52 Wo.)SE |                                     |
| 1995 | Slutna rum 75–95                          | SE13 (11 Wo.)SE |                                     |
| 2006 | När jag kysser havet – Det bästa 1: 75–84 | SE16 (18 Wo.)SE | Erstveröffentlichung: 15. März 2006 |
| 2006 | Danielas hus – Det bästa 2: 84–94         | SE23 (6 Wo.)SE |                                     |
| 2006 | Venus & Jupiter – Det bästa 3: 95–05      | SE20 (6 Wo.)SE |                                     |
| 2007 | Under vulkanen, 1972–2007                 | SE18 (1 Wo.)SE |                                     |
| 2012 | Original Album Series                     | SE44 (1 Wo.)SE |                                     |
| 2015 | 40!                                       | SE3 (6 Wo.)SE | Erstveröffentlichung: 17. Juni 2015 |
| 2019 | Hemåt genom rift valley 1975-2015         | SE12 (2 Wo.)SE |                                     |

Weitere Kompilationen
- 1981: Innan jag anfölls av indianerna
- 1995: Rebeller
- 1999: Når jeg kysser havet

### Singles
| Jahr | Titel Album                                                      | Höchstplatzierung, Gesamtwochen, AuszeichnungChartsChartplatzierungen (Jahr, Titel, Album, Platzierungen, Wochen, Auszeichnungen, Anmerkungen) | Anmerkungen                   |
| Jahr | Titel Album                                                      | SE | Anmerkungen                   |
| ---- | ---------------------------------------------------------------- | --- | ----------------------------- |
| 1979 | (Oh la la) Jag vill ha dig Ripp rapp                             | SE15 (2 Wo.)SE |                               |
| 1982 | Snart kommer änglarna att landa Preskriberade romanser 1978-1981 | SE10 (5 Wo.)SE |                               |
| 1982 | Öppna landskap                                                   | SE69 (3 Wo.)SE | Charteinstieg in SE erst 2020 |
| 1987 | För din skull –                                                  | SE5 (3 Wo.)SE |                               |
| 1989 | Skjut mej med din lyckopil Utanför murarna                       | SE17 (1 Wo.)SE |                               |
| 1991 | Pojkarna längst fram –                                           | SE15 (4 Wo.)SE |                               |
| 1993 | Måne över haväng                                                 | SE21 (2 Wo.)SE |                               |
| 1995 | Lejon på Gotland –                                               | SE30 (7 Wo.)SE |                               |
| 1995 | Jag hade en älskling en gång –                                   | SE29 (6 Wo.)SE |                               |
| 1996 | Folket bygger landet På andra sidan drömmarna                    | SE10 (12 Wo.)SE |                               |
| 1996 | Upp! På andra sidan drömmarna                                    | SE10 (7 Wo.)SE |                               |
| 1997 | Av himlen sänd –                                                 | SE6 (5 Wo.)SE |                               |
| 1998 | Ärrad och bränd Slugger                                          | SE7 (3 Wo.)SE |                               |
| 1998 | Vartän du reser Slugger                                          | SE34 (2 Wo.)SE |                               |
| 2000 | Om sommaren –                                                    | SE3 (8 Wo.)SE |                               |
| 2001 | Tillsammans vi två –                                             | SE3 Gold · (15 Wo.)SE |                               |
| 2002 | S:t Monica Club Zebra                                            | SE1 Gold · (10 Wo.)SE |                               |
| 2002 | Gå ut och var glad Club Zebra                                    | SE3 (7 Wo.)SE |                               |
| 2002 | Fyra hjul som rullar Club Zebra                                  | SE38 (6 Wo.)SE |                               |
| 2005 | Vitt regn Högtryck                                               | SE2 (9 Wo.)SE |                               |
| 2005 | Människa med människa Högtryck                                   | SE17 (9 Wo.)SE |                               |
| 2008 | Hitza hitz Omaha                                                 | SE17 (4 Wo.)SE |                               |
| 2009 | Lilla kärleken / Hemåt igen Omaha                                | SE20 (3 Wo.)SE |                               |

### Videoalben
- 2006: Live på Tyrol
- 2009: Club Zebra